# マンダレーPDF
マンダレーPDF（ပြည်သူ့ကာကွယ်ရေးတပ်မတော် (မန္တလေး)、略称：MDY-PDF) は、ミャンマーのマンダレー地方域で活動する国民防衛隊（PDF）の1つである。歯科医のソー・トゥヤゾーがリーダーで、国民統一政府（NUG）の第1軍管区の管轄下にあるが、自律的に行動しており、自立型PDFに分類される。
泰緬国境地帯のグループと違い、絶えずミャンマー軍（以下、国軍）の空爆とドローン攻撃によって部隊が壊滅する危機に瀕しているので、秘密主義的で、実態が不明な点が多い。

## 目的
マンダレーの奪還を目的としている。

## 活動
2021年ミャンマークーデターの直後、同年2月25日に結成された。報道官のオズモンドは、「軍事クーデター後、MDY-PDFはまず大衆ストライキを組織した。しかし、最大規模のデモでさえも無力であることを目の当たりにし、武装抵抗を決意した」と述べる。彼らはNUG国防大臣・イーモンに連絡を取り、カチン独立軍（KIA）とタアン民族解放軍（TNLA）の下で軍事訓練を受けたのだという。
その後、MDY-PDFは、マンダレー市内で車上狙撃、即席爆発装置（IED）、暗殺などの都市ゲリラ活動に従事した。彼らが関与した最初の事件は、5月31日、高校の校門前に駐留していた兵士2人を銃撃して、1人を殺害、1人を負傷させた事件で、犯行声明の中で市内の爆発事件5件に関与したことも明らかにした。1週間後には警察官2人を殺害、これは、ミャンマー警察に対する最初の襲撃だった。しかし、同年8月、メンバー23人が当局に逮捕されたことにより、残りのメンバーはTNLAの領土に逃れた。そして、そこで本格的な軍事訓練を受けたことにより、MDY-PDFは、都市ゲリラ部隊からより組織的かつ戦略的な部隊へと変貌した。
その後、MDY-PDFは、主にマンダレー地方域とシャン州の州境付近で、TNLAとの共同作戦に従事した。2023年半ばには「カナウン作戦」というコンバウン朝の王の名前を戴いた作戦を発動し、TNLAの砲兵とMDY-PDFのドローン、そして道路脇での待ち伏せ攻撃を組み合わせた攻撃を繰り返し、ピンウールウィン - ナウンチョー回廊を遮断、防空基地1014を攻撃した。2023年10月、三兄弟同盟による1027作戦発動の際には、MDY-PDFは「タウンタマン作戦」という補完的な作戦を発動し、シャン州への増援輸送を試みる国軍の車列を妨害した。2024年には、ミサイル大隊606、シングー、防空基地1014、タベインチンのキャンプ500を占領。キャンプ500からは大量の兵器を鹵獲した。
しかし、MDY-PDFの兵站は貧弱で、占領地域を維持する能力に欠けている。地上戦の勝利は、国軍の空爆による報復を招き、活動地域では大量の避難民を生み出している。これはMDY-PDFの避難所や医療サービス提供能力を超えており、対処できなければ、地元住民の支持を失うリスクに直面すると指摘されている。

## 組織

### 組織構造
創設メンバーで構成される軍事指揮委員会が最高位にあり、その下に中央作戦委員会があって、管理、兵站、情報収集、現地作戦を監督する。
マンダレー地方域・ピンウールィン県・マダヤ郡区頭部、シングー郡区には、地元の教師、僧侶、助産師など5人からなる村落行政委員会が設置され、食糧配給、基本的な警察活動、紛争調停を監督している。しかし、MDY-PDYにはKNUやKIAとのような成分化された民法典た超税法がなく、徴税は場当たり的で、司法制度は慣習法と命令に依っている。

### 兵力
約3,000人。少なくとも5個大隊が活動しており、第101大隊から第105大隊までその存在を知られている。

### 活動地域
- シャン州・チャウメ県（英語版）・ナウンチョー郡区（英語版）
- マンダレー地方域・ピンウールィン県（英語版）（ピンウールィン郡区（英語版）を除く）、ミンジャン県（英語版）
- ザガイン地方域[2]

### 管轄地域
2025年7月現在、マンダレー地方域・ピンウールィン県・マダヤ郡区、シングー郡区、モゴック郡区、タベインチン郡区を支配していると主張している。

### 資金源
在外ミャンマー人からの寄付金が主な資金源である。また、シングーの金鉱と、ミャンマーと中国企業の合弁会社・アルファセメント工場に課税している。兵器・弾薬はTNLAとKIAから供給され、ドローンなどの自前生産している。